# The Yellow Monkey
The Yellow Monkey, часто сокращается как Yemon (яп. イエモン) — японская рок-группа, существовавшая с 1988 по 2001 год. Официально группа распалась 7 июля 2004 года. Название группы — «Желтая обезьяна» происходит от оскорбительного именования японцев обезьянами с «жёлтой», как у всех азиатов, кожей. The Yellow Monkey считается успешной группой, добившейся большого успеха и продавшей более 10 миллионов записей. Период пиковой популярности пришёлся на середину и конец 90-х. Команда отыгрывала концерты на Fuji Rock Festival, Nippon Budokan и многих других крупнейших площадках. Их песня «Kyūkon» («Bulb») заняла первое место в чарте Oricon в 1998 году. В 2003 году заняли 81 место в списке 100 самых важных японских популярных музыкальных проектов по версии HMV Japan. Вне Японии их самая известная песня — «Tactics», одна из многих закрывающих композиций аниме Rurouni Kenshin. В 2016 году группа воссоединилась.

## Состав
- Кадзуя Ёсии — вокал, гитара
- Хидэаки Кикути — гитара, бэк-вокал
- Ёити Хиросэ — бас-гитара, бэк-вокал
- Эйдзи Кикути — ударные

## Дискография

### Номерные альбомы
- Bunched Birth (1991/7/21)
- The Night Snails and Plastic Boogie (1992/6/21)
- Experience Movie (1993/3/1)
- Jaguar Hard Pain 1944〜1994 (1994/3/1)
- Smile (1995/2/1)
- Four Seasons (1995/11/1)
- Sicks (1997/1/22/)
- Punch Drunkard (1998/3/4)
- 8 (2000/7/26)
- 9999 (2019/4/17)

### Концертные альбомы
- So Alive (1999/5/26)

### Сборники
- Triad Years The Very Best of The Yellow Monkey (1996/12/7)
- Triad Years The Very Best of The Yellow Monkey (1997/4/19)
- The Yellow Monkey Single Collection (1998/2/10)
- Triad Years The Very Best of The Yellow Monkey (2001/3/1)
- Golden Years Singles 1996—2001 (2001/6/13)
- The Yellow Monkey Mother of All The Best (2004/12/8)
- Yemon-Fan's Best Selection- (2013/7/31)
- The Yellow Monkey Is Here. New Best (2017/5/21)

### Синглы
- Romantist Taste (1992/5/21)
- Let's Be Avant-Garde (1993/3/1)
- Sad Asian Boy (1994/2/21)
- Scorching Night (1994/7/21)
- Love Communication (1995/1/21)
- Fantasy (1995/3/1)
- Remembering a Mermaid (1995/7/21)
- The Sun Is Burning (1995/9/30)
- Jam / Tactics (1996/2/29)
- Spark (1996/7/10)
- Rakuen (1996/11/25)
- Love Love Show (1997/4/19)
- Burn (1997/7/24)
- Bulb (1998/2/4)
- Don't Leave Me (1998/6/3)
- Sugar Fix (1998/8/21)
- My Winding Road (1998/10/21)
- So Young (1999/3/3)
- Rosy Days (1999/12/8)
- Holy Sea and Sunshine (2000/1/26)
- Shock Hearts (2000/4/5)
- Pearl (2000/7/12)
- Brilliant World (2000/11/1)
- Primal. (2001/1/31)
- Tower of Sand (2016/10/19)
- Alright (2017/2/12) (для фан-клуба)
- Rosanna (2017/3/17) (для фан-клуба)
- Ziggy Stardust (2017/9/13) (Кавер-версия песни Дэ́вида Бо́уи)
- Stars (2017/10/27)
- Horizon (2017/11/29)
- Ladybug (2018/11/9)
- I don't know (2019/1/25)
- Dandan (2019/10/30)
- Mirai Wa Minaide (2020/3/13)

## Кино
- Pandora The Yellow Monkey Punch Drunkard Tour The Movie (2013/9/28)
- Vibration: The Yellow Monkey (2017/11/11)